# Museo de Pysanka

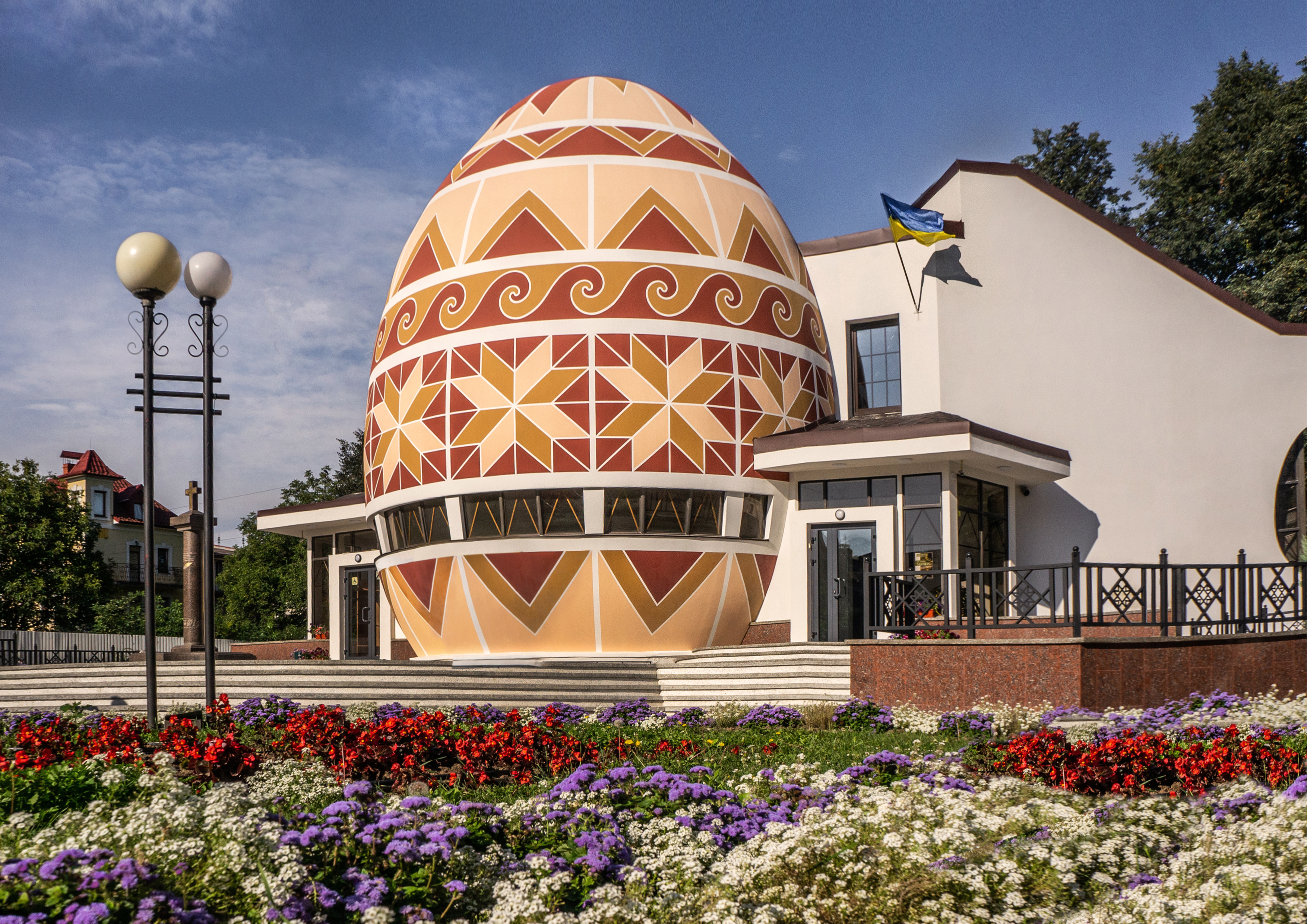
Museo de Písanka

El Museo de Písanka inaugurado en 2000, en Ucrania, en la ciudad de Kolomyia, cerca de las estribaciones de los Montes Cárpatos, está dedicado a la písanka, tradición ucraniana de los huevos de Pascua. Es la muestra de arquitectura en forma del huevo más grande del mundo, que se convirtió en la tarjeta postal de Kolomyia. Uno de los más célebres museos del huevo en todo el mundo atrae a visitantes de todos los países.
La unicidad del museo está no sólo en su forma de huevo, cuya altura es de 14 metros y su diámetro es de 10 metros. El edificio, cuya superficie total es de más de 600 metros cuadrados, está hecho de vidrio de colores y carece de tejado.
La exposición del museo muestra la composición rica en ornamentos del arte popular ucraniano. Esta obra maestra en miniatura conservó el idioma  de los símbolos.
En museo hay una tradición: la primera persona en llegar durante una visita al museo recibe un huevo de gallina blanca, un conjunto profesional: cera de abeja derretida y pysachok para dejar su autógrafo en la superficie de los huevos, que después se pintan.
- Datos: Q746631
- Multimedia: Pysanka Museum in Kolomyia / Q746631